# Distretto di Omacha
Il distretto di Omacha è uno dei nove distretti della  provincia di Paruro, in Perù. Si trova nella regione di Cusco.